# 銀毛泥蜂
銀毛泥蜂（學名：Sphex argentatus），又名黑細腰蜂或黑穴蜂，是蜜蜂總科狩蜂類泥蜂科泥蜂屬一個膜翅目昆蟲的物種。

## 亞種
已知本物種有兩個亞種，分別為：
- S. a. argentatus Fabricius, 1787
- S. a. fumosus Kohl, 1890

## 型態描述
体長25至30毫米，呈亮澤的黑色。昆虫翅膀呈半透明的暗褐色或黑色。頭部有銀白色或金黃色的毛，視乎亞種而定。

## 分佈
本物種分佈於西太平洋的日本、琉球群島周邊（北琉球以北）到臺灣、香港及菲律宾。金毛的亞種只分佈於奄美群島以南。發生時期由8月 到10月。

## 生態及棲息地
本物種的棲所由三個洞穴組成，只有中間的洞穴才是真巢的入口，平常都只會使用這個洞穴。

## 外部連結
- 維基物種上的相關：Sphex argentatus